# 舍米尼
36°36′N 4°37′E / 36.600°N 4.617°E

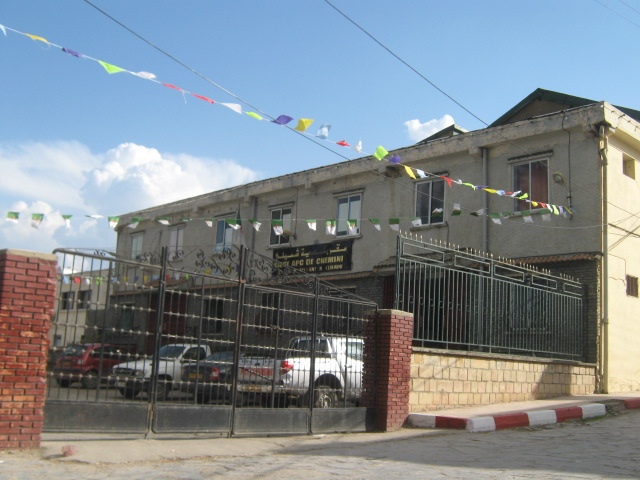
舍米尼的市政廳

舍米尼（阿拉伯语：‎），是阿爾及利亞的城鎮，位於該國北部，由貝賈亞省負責管轄，是舍米尼區的首府，面積39平方公里，2008年人口15,274，人口密度每平方公里391人。